# Угранський район
Угранський район (рос. Угранский район) — адміністративна одиниця Смоленської області Російської Федерації.
Адміністративний центр — селище Угра.

## Географія
Територіально район межує: на північному сході з Тьомкинським, на півночі з Вяземським, на заході із Дорогобузьким, на південному заході з Єльнінським районами Смоленської області. На півдні, південному сході і сході межує з Юхновським районом Калузької області. Площа території - 2900 км².
Район розташовано на Угранській низині.

## Історія
Район було створено в 1961 із Всходського і Знам'янського районів. В 1963 приєднано до Вяземського району. Відновлено в 1965.

## Адміністративний поділ
До складу району входять одне міське та 16 сільських поселень:
| Муніципальне утворення              | Чисельність населення, ос. | Площа км² | Адміністративний центр   |
| ----------------------------------- | -------------------------- | --------- | ------------------------ |
| Угранське міське поселення          | 4,691 тис.                 | 11,22     | смт Угра                 |
| Арнішицьке сільське поселення       | 0,212 тис.                 | 158,11    | село Арнішици            |
| Великопольєвське сільське поселення | 0,234 тис.                 | 64,62     | село Великопольє         |
| Вьошковське сільське поселення      | 0,4 тис.                   | 97,05     | село Вьошки              |
| Всходське сільське поселення        | 0,849 тис.                 | 133,27    | село Всходи              |
| Дрожжинське сільське поселення      | 0,195 тис.                 | 81,14     | село Дрожжино            |
| Желаньїнське сільське поселення     | 0,303 тис.                 | 143,44    | село Желанья             |
| Захар'євське сільське поселення     | 0,081 тис.                 | 100,1     | село Велике Захар'євське |
| Знаменське сільське поселення       | 0,669 тис.                 | 126,51    | село Знаменка            |
| Ключиковське сільське поселення     | 0,61 тис.                  | 136,74    | село Баскаковка          |
| Михальовське сільське поселення     | 0,319 тис.                 | 105       | село Михалі              |
| Митишинське сільське поселення      | 0,208 тис.                 | 203,37    | село Митишино            |
| Подсосонське сільське поселення     | 0,082 тис.                 | 120,7     | село Подсосонки          |
| Полднєвське сільське поселення      | 0,251 тис.                 | 134,43    | село Полднєво            |
| Русановське сільське поселення      | 0,516 тис.                 | 143,9     | село Русаново            |
| Слободське сільське поселення       | 0,315 тис.                 | 137,14    | село Слободка            |
| Холмовське сільське поселення       | 0,177 тис.                 | 133,23    | село Холми               |